# Phyllanthus taxodiifolius
Phyllanthus taxodiifolius är en emblikaväxtart som beskrevs av Lucien Beille. Phyllanthus taxodiifolius ingår i släktet Phyllanthus och familjen emblikaväxter. Inga underarter finns listade i Catalogue of Life.